# Mikrus MR-300
 (novembre 2017).
Si vous disposez d'ouvrages ou d'articles de référence ou si vous connaissez des sites web de qualité traitant du thème abordé ici, merci de compléter l'article en donnant les références utiles à sa vérifiabilité et en les liant à la section « Notes et références ».
Mikrus MR-300 est une petite berline polonaise, produite entre 1957 et 1960 par deux constructeurs polonais, WSK Mielec pour la carrosserie et WSK Rzeszów pour le moteur. 

## Histoire
En 1956, les autorités décident d'exploiter le potentiel industriel des usines WSK Mielec et 
WSK Rzeszów, qui produisent des avions et des motocyclettes, pour démarrer la fabrication d'une petite voiture. Début 1957 les premiers projets sont prêts et les prototypes sont présentés à Varsovie le 22 juillet. 
La première série est prête à la fin d'année. Les journaux d'époque écrivent : « Au prix qui ne devrait pas dépasser de 25 - 30 % le prix d'une motocyclette de cylindrée similaire, Mikrus peut constituer un mode de transport très populaire pour un grand nombre d'utilisateurs. » Pourtant les coûts élevés de production ne permettent pas d'en faire une voiture populaire. La Mikrus MR-300 coûte 50 000 zlotys soit environ 50 mois du salaire moyen alors qu'une FSO Warszawa coûte 120 000 zlotys.
Au total, 1 728 véhicules ont été produits.